# Emre Taner
Emre Taner (* 1942 in Diyarbakır) war Leiter des türkischen Inlandsnachrichtendiensts Millî İstihbarat Teşkilâtı (MİT).
Taner absolvierte die Fakultät für Politikwissenschaft an der Universität Ankara. Seit 1967 ist Taner im MİT tätig. Nach seiner Funktion als Abteilungsleiter der Region Bursa wurde er 1984 zum Abteilungsleiter der Region İstanbul befördert. 1987 stieg er auf zum Leiter der Geheimdienstabteilung. 1992 war Emre Taner stellvertretender Staatssekretär. 1994 war Taner für den MİT im Ausland tätig. Am 7. April 1999 wurde Taner zum stellvertretenden operativen Leiter ernannt. Von Juni 2005 bis Mai 2010 war er Chef des Millî İstihbarat Teşkilâtı. Er gilt einer friedlichen Lösung der Kurdenfrage gegenüber als aufgeschlossen und hat gute Kontakte zur nordirakisch-kurdischen Führung. Emre Taner ist verheiratet.